# Peratodonta umbrosa
Peratodonta umbrosa är en fjärilsart som beskrevs av Sergius G. Kiriakoff 1968. Peratodonta umbrosa ingår i släktet Peratodonta och familjen tandspinnare. Inga underarter finns listade i Catalogue of Life.